# Yitzhak Cohen
Yitzhak Cohen (Hebreeuws: יִצְחָק כַּהְן) (Asjkelon, 2 oktober 1951) is een Israëlische rabbijn en een politicus van de politieke partij Shas. Sinds 1996 maakt hij deel uit van de Knesset.
In 1996 werd Cohen voor de eerste keer in het parlement, de toenmalige 14e Knesset, verkozen en bij de volgende verkiezingen telkens herkozen. In juli 1999 werd hij voor het eerst minister van Religieuze Dienstverlening, een post die hij in januari 2008 ook vervulde. Na de verkiezingen voor de 20e Knesset in 2015 werd hij eveneens viceminister van Financiën in het kabinet-Netanyahu IV.
Op 17 mei 2020 werd Cohen opnieuw onderminister van Financiën in het kabinet-Netanyahu V. Op 14 oktober 2020 werd hij (tweede) minister in het ministerie van Financiën in plaats van onderminister van Financiën (niet te verwarren met dé minister van Financiën: Yisrael Katz van de Likoed-partij) en op dezelfde dag ook minister van Volkshuisvesting en Woningbouw. Dit bleef hij totdat Yaakov Litzman het op 15 november 2020 weer overnam. Bij Blauw en Wit wilde men er iets voor terug dat hij de titel minister in het ministerie van Financiën kreeg. Daardoor had de coalitie 37 ministers in plaats van 36. Omdat Cohen geen pion in de onderhandelingen tussen Blauw en Wit en de Likoed wilde zijn, loste hij het op door op 17 november ontslag te nemen als minister in het ministerie van Financiën. Op 22 november 2020 keerde hij als onderminister weer terug op het ministerie van Financiën.

## Persoonlijk
Cohen is getrouwd, heeft tien kinderen en woont in Asjkelon.